# Enantem
Enantemul este o erupție mai mult sau mai puțin întinsă, care apare pe o mucoasă (în special pe mucoasa bucală sau faringiană) în cursul unor boli eruptive și este frecvent asociat cu un exantem cutanat. Ca exemplu sunt petele Koplik pe mucoasa bucală, caracteristice rujeolei.
Afecțiuni în care se întâlnește enantemul: 
- Rujeolă - petele Koplik
- Rubeolă - petele Forschheimer
- Scarlatină
- Toxoplasmoză
- Varicelă
- Variolă
- HIV
- Primo-infecție tuberculoasă
- Sodoku (tifos murin)